# Investigation Discovery
Investigation Discovery is een digitaal kanaal van Discovery Benelux dat voornamelijk misdaad-realityprogramma's uitzendt. De programma's zijn volledig in het Nederlands ondertiteld. Op 4 juli 2011 verving Investigation Discovery de zender Discovery Travel & Living. In 2018 had de zender een marktaandeel van 1,8% (V25-54).